# Billbergia iridifolia
Billbergia iridifolia är en gräsväxtart som först beskrevs av Christian Gottfried Daniel Nees von Esenbeck och Carl Friedrich Philipp von Martius, och fick sitt nu gällande namn av John Lindley. Billbergia iridifolia ingår i släktet Billbergia och familjen Bromeliaceae. Inga underarter finns listade i Catalogue of Life.